# Ratna Čuli
Ratna Čuli (také Ratna Chuli) je hora vysoká 7 035 m n. m. nacházející se v pohoří Himálaj na hranici mezi Čínskou lidovou republikou a Nepálem.

## Charakteristika
Vrchol Ratna Čuli leží ve střední části Nepálu. Nejbližší vyšší vrcholy se nacházejí směrem na jiho-jihovýchod. Hora Himlung (7126 m) vzdálená 11 km a Nemdžung 15 km stejným směrem. 

## Prvovýstup
Prvovýstup na vrchol provedla v roce 1996 japonsko-nepálská expedice. Horolezci Santa Bahadur Ale, Durga Bahadur Tamang, Tul Bahadur Tamang, Katsuhiko Sawada a Osamu Tanabe vystoupali na vrchol západním hřebenem.